# Zonotrichia albicollis
Zonotrichia albicollis là một loài chim trong họ Emberizidae.